# 東茨町
東茨町（ひがしいばらちょう）は、愛知県瀬戸市祖母懐連区の町名。丁番を持たない単独町名である。

## 地理
- 瀬戸市の中央部に位置する[8]。西を西茨町、北を銀杏木町・陶栄町、東を秋葉町、南を萩殿町と隣接している[8]。
- 住宅と陶磁器関係の中小工場や小売店が混在し、茨墓地がある[8]。

### 河川
- 東茨川（瀬戸川支流） ： 町の中央部を北流している。

- 東茨川（東茨町内）

### 学区
市立小・中学校に通う場合、学区は以下の通りとなる。また、公立高等学校普通科に通う場合の学区は以下の通りとなる。
| 番・番地等 | 小学校                 | 中学校                 | 高等学校 |
| ---------- | ---------------------- | ---------------------- | -------- |
| 全域       | 瀬戸市立にじの丘小学校 | 瀬戸市立にじの丘中学校 | 尾張学区 |

## 歴史

### 町名の由来
明治時代、瀬戸南部の砂防大工事の際、この地にはバラ、アカシヤ等とげのある植物が群生していたことから茨町と呼ばれるようになったとされ、その東方にあたるので東茨町と名づけられたと推察される。

### 沿革
- 1942年（昭和17年）1月9日 - 瀬戸市大字瀬戸字東茨・上ノ切の各一部により、同市東茨町として成立[2]。
- 1982年（昭和57年）3月1日 - 町域の一部を萩殿町に編入[12]。

## 世帯数と人口
2024年（令和6年）1月1日現在の世帯数と人口は以下の通りである。
| 町丁   | 世帯数 | 人口  |
| ------ | ------ | ----- |
| 東茨町 | 99世帯 | 234人 |

### 人口の変遷
国勢調査による人口の推移
| 1995年（平成7年）  | 259人 | [ 13 ] |  |
| 2000年（平成12年） | 243人 | [ 14 ] |  |
| 2005年（平成17年） | 237人 | [ 15 ] |  |
| 2010年（平成22年） | 245人 | [ 16 ] |  |
| 2015年（平成27年） | 192人 | [ 17 ] |  |
| 2020年（令和2年）  | 241人 | [ 18 ] |  |

### 世帯数の変遷
国勢調査による世帯数の推移。
| 1995年（平成7年）  | 85世帯 | [ 13 ] |  |
| 2000年（平成12年） | 84世帯 | [ 14 ] |  |
| 2005年（平成17年） | 79世帯 | [ 15 ] |  |
| 2010年（平成22年） | 85世帯 | [ 16 ] |  |
| 2015年（平成27年） | 76世帯 | [ 17 ] |  |
| 2020年（令和2年）  | 88世帯 | [ 18 ] |  |

## 交通

### 鉄道
町内に鉄道は走っていない。最寄り駅は名鉄瀬戸線尾張瀬戸駅になる。

### バス
名鉄バス「東山線」
- 【16】【16H】【17H】新瀬戸駅 - 瀬戸駅前 - 菱野団地（循環） - 瀬戸駅前 - 新瀬戸駅 系統
- 【18】瀬戸駅前 - 菱野団地 - 愛・地球博記念公園駅 系統

以上、4系統共通 ： 陶栄町バス停
瀬戸市コミュニティバス「上之山線」
- 瀬戸駅前 - 宝ヶ丘町 - 山口駅 - サンヒル上之山 - 八草駅 系統が走っているが、町内にバス停はない。最寄りのバス停は萩殿町バス停・西蔵所バス停になる。

- 陶栄町バス停

### 道路
国道155号・国道248号（重複区間） ： 町の中央部を南北に走っている。
- 国道155号・248号標識（東茨町内）

## 施設
- 瀬戸信用金庫アートギャラリー ： 旧本町支店跡。主に瀬戸信用金庫が所蔵する作品の展示や地域の作家を中心とした企画展の開催を通じた地域の文化・芸術への貢献を目的に開館[19]。
- 崇教眞光 瀬戸準修験道場 ： 岐阜県高山市に本部を置く新宗教の準道場[20]。
- 愛知薬局 東茨店 ： 瀬戸市で三代続く薬局[21]。
- 東茨町Iちびっこ広場 ： 町の中央部にある小さな公園。ブランコ・鉄棒・スプリング遊具がある。

- 瀬戸信用金庫アートギャラリー
- 崇教眞光 瀬戸準修験道場
- 愛知薬局 東茨店
- 東茨町Iちびっこ広場

## その他
町名としての東茨町の茨の字は、正式には下の部分が「次」の字のように書く茨󠄀である。

### 日本郵便
- 郵便番号 : 489-0897[6]（集配局：瀬戸郵便局[22]）。